# Aleksandrówka (Kozienice)
Pour les articles homonymes, voir Aleksandrówka.
Aleksandrówka (prononciation : [alɛksanˈdrufka]) est un village polonais de la gmina de Kozienice dans le powiat de Kozienice de la voïvodie de Mazovie dans le centre-est de la Pologne.
Il se situe à environ 3 kilomètres au sud-ouest de Kozienice (siège du powiat) et à 81 kilomètres au sud-est de Varsovie (capitale de la Pologne).

## Histoire
De 1975 à 1998, le village appartenait administrativement à la voïvodie de Radom.